# 탈

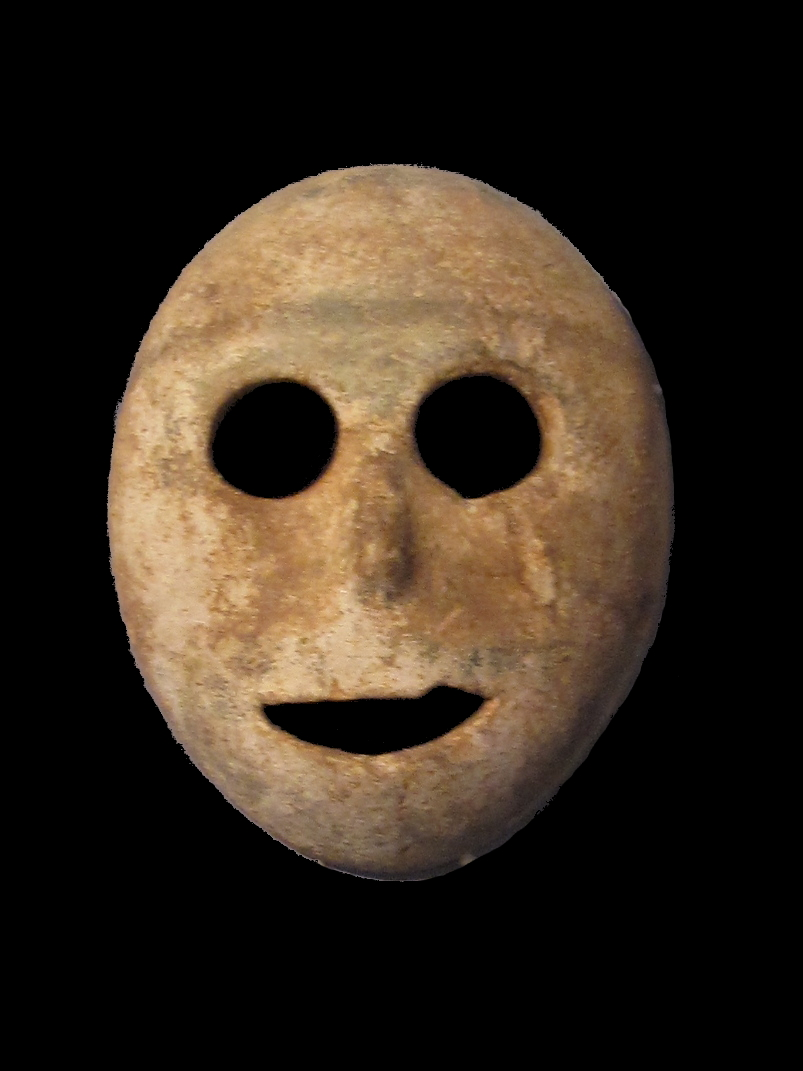
세계에서 가장 오래된 기원전 7000년 경 신석기 시대의 돌 가면

탈(문화어: 얼굴가리개), 가면(假面) 또는 마스크(mask)는 얼굴 보호, 공연, 기분 풀기 등의 목적으로 얼굴에 씌우는 물건이다. 나무나 흙, 종이와 같은 물질로 만들고, 정체를 숨기거나 의식(또는 주술), 놀이, 제례 등에 사용한다.

## 개요
가면은 얼굴을 가리는 특수한 조형(미술)품으로 특정한 목적과 용도관념을 가진 것인데, 이것은 단지 얼굴을 가릴 뿐 아니라 본래의 얼굴과는 다른 인물이나 동물 또는 초자연적인 존재(신) 등을 표현하는 가장성(假裝性)을 가졌다. 따라서 단지 생명을 보호하기 위해 얼굴에 덮는 가스 마스크(gas mask)나 베이스볼 마스크(baseball mask) 같은 것은 가면이 아니며, 가면이란 기본적으로 은폐와 신비화의 기능을 가져야 한다.

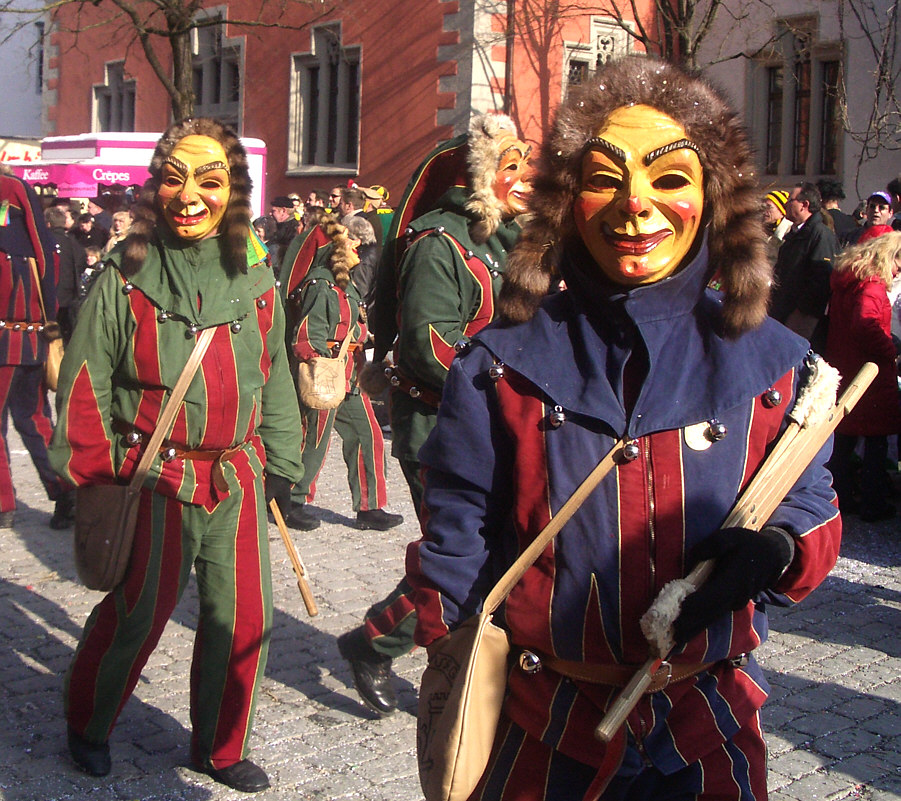
카니발 가면, 독일

가면의 사용은 세계 어느 나라 민족지(民族誌)에서나 볼 수 있다. 현존하는 미개민족 사이에서는 아직도 가면을 사용하고 있는 부족들이 많은데 북극 지방의 에스키모족, 아프리카 대륙이나 오세아니아주의 여러 섬에 사는 토인들은 아직도 주술적인 기능에서 가면을 사용하고 있으며 유럽의 여러 나라에서는 많이 퇴화하였으나 그런대로 민속행사 속에 가면이 등장하고 동양 여러 나라에는 가면무극이 남아 있어 신을 위한 공연(供演)이라는 요소가 엿보인다.

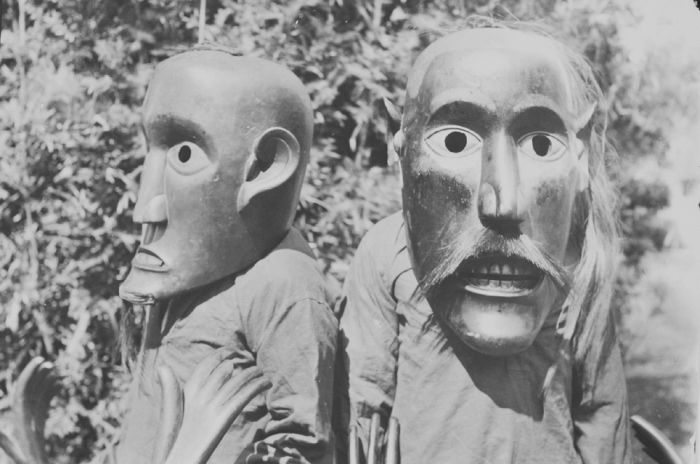
바탁 가면 댄스

원시 민족가면은 여러 가지로 분류할 수 있으나 일반적으로 신앙가면과 연희가면으로 크게 분류되며, 신앙가면에는 벽사가면·의술가면·영혼가면 등과 신의 존재를 나타내기 위한 신성가면(神聖假面)이 포함된다. 또, 사자숭배에서 죽은 이를 본뜬 추억가면과 기우가면(祈雨假面)이 있고, 실용적 동기에서의 가면으로 수렵가면과 전쟁가면 등도 그 주술성으로 보아 신앙가면에 포함된다. 연희가면은 각종 무용가면·연극가면으로 세분된다.
미개인들 사이에는 어떠한 관념이든 이를 구상화하지 않으면 안 되므로 주술적·종교적 의식에서도 가장을 하여 신령은 물론이고 무덤에서 나온 영혼까지도 나타냈다. 이러한 가장에 있어서의 인간의 얼굴 표정은 그 얼굴 바탕에 직접 환칠(塗面)함으로써 어느 정도는 가장할 수 있으므로 미개인들은 가장이 필요할 때는 안면분장을 하는 일이 많다.
그러나 안면분장은 사람과 동물의 용모의 차이로 같은 사람이라 하더라도 신체의 구조·연령·성격·인종별 등에서 오는 차이, 공상적인 가상물(신령·유령·요마 등 초인간적인 것)의 표정을 충분히 나타낼 수 없는 등의 제한을 받게 된다. 그러나 가면은 이러한 모든 제한에서 자유로우며, 무엇이든지 상징하고 표현할 수 있다는 데서 사용되었고 동시에 가면의 수·형태·색채 등이 갖는다고 믿어지는 주력과 그 주력에 대한 신앙을 아울러 이용하고 있다.
신의 가면을 쓰면 그는 이미 인간 이상의 존재인 신이 되고, 망자(亡者)의 가면을 쓰면 그는 죽음의 세계와의 매개자로서 살아 있으면서도 죽은 자이다. 인간이면서도 신이요, 살아 있으면서도 죽은 자라는 이 모순, 이것은 초인간적인 신뢰성이며, 가면이 갖는 주술성이다. 주술적이던 가면이 후세에 연극용, 변장용으로 전용된 뒤에도 이와 같은 이중성·모순의 동시적 존재성은 지속되어 가면극이 갖는 매력과 강력한 인상 등을 뒷받침하고 있다.

## 의식

### 주술 도구

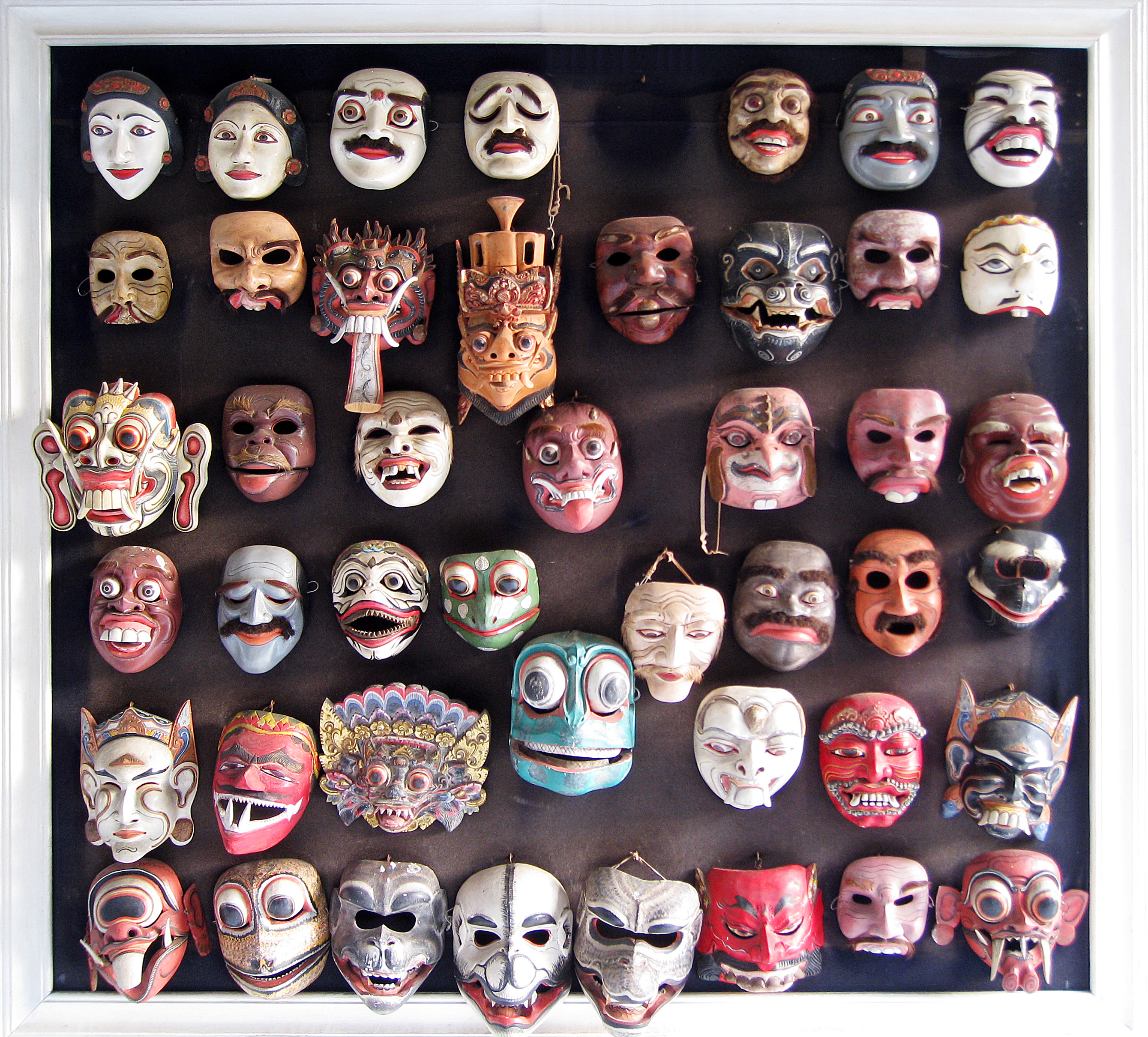
아시아의 가면

가면이 가진 가장 오랜 기능 가운데의 하나는 주술인데 오늘까지도 이 기능은 여러 가지 형태로 남아 있으며 원시예능의 모태가 주술종교적(呪術宗敎的) 형태에서 이루어졌음을 생각하면, 가면은 신앙가면에서 비롯되어 차차 연희가면으로 변천한 것 같다. 그러므로 가면의 기원은 동서 어느 나라이건 원시민족사회로까지 거슬러 올라간다. 원시민족 가면의 발생에서 가장 중요한 동기인 동시에 원인이 되는 것은 신앙이며 종교적 의식이었다고 할 수 있다.
신석기시대의 농경·목축사회로 들어오면서 인류는 삼라만상 속에서 영혼과 정령의 존재를 믿고, 그 영혼과 정령을 다시 선령(善靈)과 악령으로 구별하였으며, 모든 현상과 행·불행은 이 악령과 선령의 싸움과 교체에 의해서 일어난다고 믿었다. 그들은 악령을 이겨 물리치고 선령을 맞아 위무(慰撫)하기 위해 주술의 힘을 빌렸는데 이 주술의 하나로서 가면이 요구되었다.
후기 구석기시대의 동굴회화와 선각화(線刻畵)에는 인간은 언제나 수렵이나 무용과 관련된 가면을 쓴 주술사로 그려져 있다. 즉 그들의 생존을 위한 실용적 기술인 주술에서 가면은 없어서는 안 될 존재였던 것이다. 주술 기법은 전문가들, 예를 들어 주술사·요무사(妖巫師)·민간의사(民間醫師) 등의 힘을 빌리고자 하는 사람들의 목적은 자연의 힘(그들이 생각한 바 정령, 자세히는 질병·적·도적·애인·수렵동물 등)을 자신들이 원하는 대로 활용하거나 변화시키려는 데 있었고 주술은 그들의 실제적이며 공리목적인 생명 보존을 위한 하나의 실용적 기술로서 행하여졌다. 이 점에서 주술기법은 그 뒤에 오는 원시종교적 제의(祭儀)와 기도의 전단계라고 말할 수 있다.
원시적 종교의식에서는 가면과 무용이라는 이중적 주술에 의해 초인간적인 존재로 변모하려고 했으며 종교적 감정과 정서를 표현하고 강조하는 방법으로서 또 동작 그 자체에서 창생(創生)되는 주력을 더욱 효과적으로 증진시키는 방법으로서의 무용과 가면은 가장 널리 쓰인 필수적 존재였다.

## 나라별 탈

### 한국

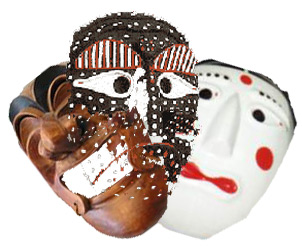
한국의 탈

한국의 탈은 오랜 전통을 가지고 있고, 여러 용도로 사용된다. 전쟁이 일어났을 때 병사와 말에도 탈을 쓰기도 했다. 의식에서, 매장식의 경우 죽은 탈 속의 역사적 모습의 얼굴을 상기시키기 위해, 또 악령을 물리치기 위한 수단으로 이용하였다. 예술의 경우, 특히 춤과 놀이를 위해 사용되었다.
지금까지 전승되고 있는 놀이의 가면 중 하회별신굿놀이 가면은 제작연대를 알 수 없는 오래된 것이고 양주별산대놀이·봉산탈춤·통영오광대·고성오광대·북청사자놀음 등에 쓰이는 가면은 수시로 만들어 사용하여 왔으며, 재료도 오래전에는 나무·종이 등으로 만들었으나 지금 전해지고 있는 것은 대개 바가지로 만든 탈이다.

### 일본

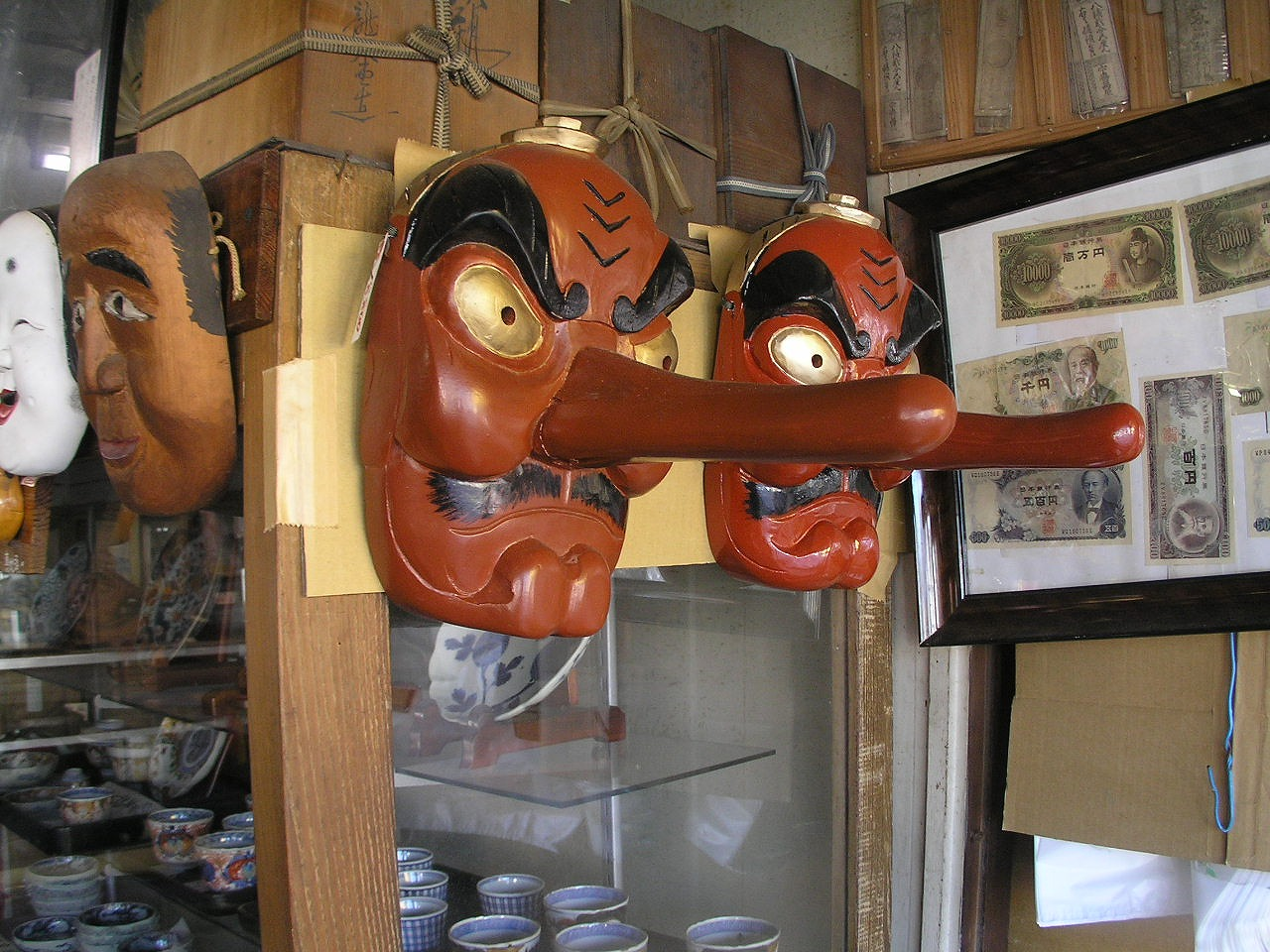
텐구 탈 (일본)

일본의 탈은 매우 오래되고, 정교한 극장식 전통의 일부이다. 비록 선사시대의 신화와 주술에 기원을 두고 있지만, 이 탈들은 정교한 예술의 형태로 발전되었다. 가장 오래된 탈은 기가쿠이다. 그 형태가 더 이상 전해오지는 않지만, 춤으로 표현되는 형식이지라고 추측된다. 부가쿠는 이것으로부터 발전하여, 복잡한 움직이는 턱이 있는 탈을 쓴 춤극이 되었다.

### 중국
중국에서도 탈은 고대 의식에서 기원했을 거라고 생각된다. 장강을 따라 늘어서 있는 바위 회화에는 탈을 쓴 사람이 등장한다. 이후에 샤머니즘과 불교로부터 유래된 신화와 전설, 상징의 캐릭터가 추가되게 된다. 이후 다시 한번 이러한 탈들은 역사적 인물의 전설 등을 표현하는 월극이나 경극과 같은 서사시 형식의 각종 극들로 발전하게 된다.

## 기타 형태
- 구강 마스크(buccal mask)는 코와 입을 덮는 형태로 제작된다.
- 사면(death mask)은 죽은 이로부터 얼굴의 형태를 떠서 만든다.
- 생탈(life mask)은 석고 반죽을 틀을 뜬 얼굴 모형을 말한다. 주로 조각에 사용된다.

## 같이 보기
- 한국의 탈
- 가면극
- 가장 무도회
- 인피면구

## 참고 문헌
- 이 문서에는 다음커뮤니케이션(현 카카오)에서 GFDL 또는 CC-SA 라이선스로 배포한 글로벌 세계대백과사전의 내용을 기초로 작성된 글이 포함되어 있습니다.